# La Solana
La Solana é um município da Espanha na província de Ciudad Real, comunidade autónoma de Castilla-La Mancha, de área 134,18 km² com população de 15948 habitantes (2006) e densidade populacional de 115,18 hab/km².

## Demografia
| Variação demográfica do município entre 1991 e 2004 | Variação demográfica do município entre 1991 e 2004 | Variação demográfica do município entre 1991 e 2004 | Variação demográfica do município entre 1991 e 2004 |
| --------------------------------------------------- | --------------------------------------------------- | --------------------------------------------------- | --------------------------------------------------- |
| 1991                                                | 1996                                                | 2001                                                | 2004                                                |
| 14                                                  | 14845                                               | 15047                                               | 15432                                               |